# 함박안로
함박안로(Hambakan-ro)는 인천광역시 연수구 연수동에 있는 도로로, 총 연장은 1.355 km이다. 도로의 명칭이 유래된 것은 주도로인 함박로와의 연관성으로 안길을 붙여 도로명이 부여되었다.

## 역사
- 2009년 12월 9일 : 도로명으로 함박안로를 고시

## 지리

### 주요 경유지
- 연수구
  - 연수1동

### 접촉하는 도로
- 비류대로 (2회씩 교차)

### 주요 건물 및 시설
- 문학장미공원 관리사무소 (함박안로 27/연수동 137-3)
- 대심주택 (함박안로 54/연수동 484)

## 같이 보기
- 함박로
- 함박뫼로